# David Åström
Karl David Åström, född 17 februari 1983, är en svensk artist, musikproducent, och musikskribent från Boden, Norrbotten. Han är sedan några år tillbaka medlem av kollektivet La Vida Locash. Som musikproducent går han under artistnamnet Soul Supreme, under vilket han bland annat gjort beats åt Ken Ring, Petter, KRS-One och Big Daddy Kane. År 2007 släppte han sitt första album under artistnamnet Kocky, vars musik kan beskrivas som en mix av hiphop, r&b och dansig pop. Under namnet Kocky har han samarbetat med ett flertal andra artister, som Jens Lekman, Timbuktu, Chords, och Guy-Manuel de Homem-Christo.
David Åström är även musikskribent för Norrbottens-Kuriren.

## Album
- Som Soul Supreme 
  - Soulmatic, 2002
  - The Saturday Nite Agenda, 2003
  - Soul & Sense 2004
- Som Kocky 
  - Kingdom Came, 2007
  - Stadium Status, 2008